# Chimico

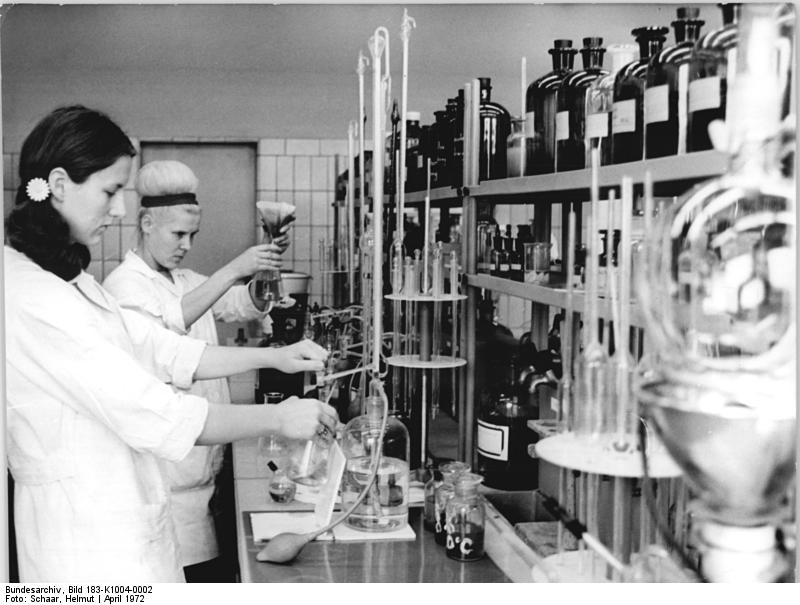
Chimiche al lavoro

Struttura chimica del DNA

Un chimico è uno scienziato che si occupa di chimica.

## Attività
I chimici sono impiegati nelle università come professori e ricercatori, nei laboratori di organismi pubblici di ricerca (tra quelli italiani ricordiamo l'INFN, l'ENEA, CNR e 'IIT, tra gli europei il CERN) e di certificazione (tra quelli italiani si ricordano l'ISS, tra quelli dell'Unione europea l'EFSA e l'ECHA), nelle strutture ospedaliere in qualità di esperti per le applicazioni della chimica e biochimica in medicina o come specialisti dell'alimentazione, nelle Agenzie Regionali per la Protezione dell'Ambiente (ARPA), nelle scuole secondarie, nei laboratori di analisi e ricerca industriali, nei laboratori di analisi privati.
Le principali attività di un chimico possono essere:
- Analisi chimiche, biochimiche, microbiologiche, radiologiche, bromatologiche, geologiche, ambientali, metrologiche
- Elaborazione di processi chimici di produzione e trattamento sostanze chimiche
- Sintesi organiche nell'industria farmaceutica e biotecnologica
- Elaborazione dei procedimenti delle metodologie chimiche di analisi e ricerca
- Progettazione e collaudo in industrie chimiche, impianti chimici, eccetera
- Perizie, consulenze e pareri negli interventi sulla produzione di attività industriali chimiche, impianti chimici, macchinari e merci
- Responsabilità degli impianti con impiego di gas tossici
- Sicurezza e valutazioni nel campo dell'acustica ambientale e delle emissioni magnetiche ed elettromagnetiche
- Sistemi di qualità secondo le norme ISO9000, ISO14000, EMAS, ISO 17025
- Monitoraggio ambientale.

Inoltre, il chimico specialista in scienze dell'alimentazione si occupa di nutrizione umana e di terapie dietetiche.

## Requisiti
L'occupazione come chimico richiede, a seconda dell'impiego: la laurea triennale o la laurea magistrale per impieghi di maggiore responsabilità, che sono la maggior parte di quelli da chimico; per la carriera presso le università e gli enti di ricerca pubblici è importante il dottorato di ricerca. Per esercitare in Italia è necessaria l'iscrizione all'albo dei chimici.